# Kathleen Radtke
Kathleen Radtke (* 31. Januar 1985 in Köthen (Anhalt)) ist eine ehemalige deutsche Fußballspielerin.

## Leben
Kathleen Radtke studierte bis zu ihrem Wechsel nach Schweden im Frühjahr 2013 Sportpsychologie. Sie war in dieser Zeit auch im Kader der Studentinnen-Nationalmannschaft. 

## Karriere

### Vereine
Radtke startete ihre Karriere 1990 beim VfB Gröbzig. Es folgten Stationen in den Jugendteams des CFC Germania Köthen und Hallescher FC, wo man sie 2001 zur Sportlerin des Jahres des Sportgymnasiums Halle kürte. Zur Saison 2002/2003 wechselte „Paula“ in das Jugendinternat des 1. FFC Turbine Potsdam, von wo sie 2004 zu ihren Jugendverein CFC Germania Köthen wechselte. Zur Saison 2005/2006 kehrte sie in den Profifußball zurück und unterschrieb beim 1. FC Lok Leipzig. Im Sommer 2009 schloss Radtke sich den Bundesligisten FF USV Jena an. Am 7. Februar 2013 verkündete sie ihren Wechsel zum schwedischen Damallsvenskan-Verein FC Rosengård, wo sie 2013 mit ihrem Team die schwedische Meisterschaft gewonnen hat. Im Juli 2014 wechselte sie in die englische FA WSL zur Frauenabteilung von Manchester City.

### Nationalmannschaft
Als Studentin nahm Radtke mit der Studentinnen-Nationalmannschaft des adh an der Universiade 2009 in Belgrad teil. Am 30. Juni, 3. und 4. Juli 2009 bestritt sie die drei Gruppenspiele gegen die Studentenauswahlmannschaften Koreas (0:4), Brasiliens (0:3) und Südafrikas (7:2). In den Platzierungsspielen Platz 9 bis 12 kam sie am 8. Juli beim 4:0-Sieg über die Auswahl Serbiens ebenfalls zum Einsatz, wie im Spiel um Platz 9 bei der 0:2-Niederlage gegen die Auswahl Polens.

## Erfolge
- Europameisterin mit der U-17-Nationalmannschaft 2001
- Deutsche Meisterin mit 1. FFC Turbine Potsdam 2004
- Deutsche Pokalsiegerin mit 1. FFC Turbine Potsdam 2004
- Schwedische Meisterin der Damallsvenskan mit FC Rosengård 2013, 2014